# Mònica Catalán i Pozas
Mònica Catalán Pozas (Barcelona, 21 de desembre de 1976) és una portera d'hoquei sobre patins catalana, ja retirada.
Formada al CH Badia, va jugar en diferents equips de la Lliga catalana, UEH Barberà, entre 1993 i 1995, HC Sentmenat, entre 1995 i 1997, i el CHP Bigues i Riells, entre 1997 i 2002. Durant aquest període, va guanyar tres Lligues catalanes i un Campionat d'Espanya el 2001. Internacional amb la selecció espanyola d'hoquei patins, va formar part de la primera selecció estatal de la història. Hi va guanyar tres Campionats del Món el 1994, 1996 i 2000, i un d'Europa el 1995. També va aconseguir dos subcampionats d'Europa el 1993 i 1999 i una medalla de bronze el 1991. Entre d'altres distincions, va rebre el premi a la millor portera del Campionat Mundial de 1994 i l'orde olímpic al mèrit esportiu l'any 2002 del Comitè Olímpic Espanyol.

## Palmarès
Clubs
- 3 Lliga catalana d'hoquei sobre patins femenina: 1991, 1998, 2001
- 1 Campionat d'Espanya d'hoquei patins femení: 2000-01

Selecció espanyola
- 3 medalles d'or al Campionat del Món d'hoquei patins femení: 1994, 1996, 2000
- 1 medalla d'or al Campionat d'Europa d'hoquei patins femení: 1995
- 2 medalles d'argent al Campionat d'Europa d'hoquei patins femení: 1993, 1999
- 1 medalla de bronze al Campionat d'Europa d'hoquei patins femení: 1991